# Стороженко, Леонид Иванович
Стороженко Леонид Иванович (20 июня 1932, Медведевка, Киевская область — 17 декабря 2021, Полтава) — советский и украинский инженер-строитель. Доктор технических наук (1986), профессор (1987). Лауреат Государственной премии Украины в области науки и техники (2012). Академик Академии строительства Украины и Инженерной академии Украины.

## Биография
Родился 20 июня 1932 года в селе Медведевка Чигиринского района Черкасской области.
В 1948 году поступил и в 1952 году окончил Киевский техникум железнодорожного транспорта. В 1957 году окончил Московский институт инженеров железнодорожного транспорта. Работал мастером, прорабом в городе Находка.
Окончил аспирантуру при Киевском инженерно-строительном институте.
С 1963 года — в Криворожском горнорудном институте: в 1966—1973 годах — ассистент, старший преподаватель, доцент, декан строительного факультета, в 1980—1985 годах — проректор по учебной работе, заведующий кафедрой строительных конструкций.
С 1986 года — проректор Полтавского инженерно-строительного института, профессор кафедры конструкций из металла, дерева и пластмасс.
Умер 17 декабря 2021 года в Полтаве, где и похоронен на Центральном кладбище.

## Научная деятельность
Специалист в области строительных конструкций, в частности сталежелезобетонных и трубобетонных конструкций, их проектирования, строительства и эксплуатации. Автор более 100 научных работ.

### Научные труды
- Железобетонные конструкции из бетонов на отходах горнорудной и металлургической промышленности. — Киев, 1982.
- Изгибаемые трубобетонные конструкции. — Киев, 1994 (в соавторстве).
- Сталезалізобетонні конструкції: дослідження, проектування, будівництво, експлуатація. — Кривий Ріг, 2007 (в соавторстве).

## Награды
- Государственная премия Украины в области науки и техники (18 мая 2012) — за работу «Высокоэффективные технологии и комплексные конструкции в промышленном и гражданском строительстве»[3].